# Gastronomía de la provincia de Limón
La gastronomía de la provincia de Limón se refiere a la cocina tradicional de la provincia de Limón en Costa Rica, ubicada en la costa atlántica del país. La cocina de esta provincia se considera la variante más exótica de la culinaria nacional, pues mezcla elementos de las tradiciones culinarias aborígenes con herencias españolas, la cocina afro-antillana y muchas influencias aportadas por las culturas china, india, italiana y judía, por ser el puerto de Limón el punto de entrada para diversas olas de inmigrantes hacia Costa Rica desde finales del siglo xix y hasta principios del siglo xx. 
La cocina limonense se constituye en una cocina variada, tropical, que mezcla sabores y texturas distintos, propia de las tierras calientes del Caribe, que evoca la herencia indígena, africana, europea, antillana y asiática que dan identidad a esta provincia.

## Contexto geográfico, histórico y cultural

Ubicación de la provincia de Limón en Costa Rica.

La provincia de Limón se encuentra ubicada en la costa caribeña de Costa Rica, al este del país. La región está delimitada por las montañas de la cordillera Volcánica Central al oeste, la cordillera de Talamanca al sureste, el río San Juan al norte, y el mar Caribe al este, conformando una amplia llanura de origen aluvial y sedimentaria surcada por ríos largos que descienden de las montañas, formando meandros, lo que la hace muy fértil y pantanosa en algunas secciones. Cuenta con bosques tropicales exuberantes y un clima tropical húmedo caluroso y lluvioso de tipo monzónico, lo que la convierte en la región de mayores precipitaciones del país.
La zona atlántica se encuentra habitada desde épocas precolombinas, por pueblos autóctonos cuya cultura se encontraba influenciada por las civilizaciones indígenas suramericanas, especialmente del Caribe colombiano. Estos pueblos desarrollaron una sociedad cacical cuya base alimentaria la constituyeron el maíz, los tubérculos (en especial la yuca) y la caza y pesca de la región. En 1502, durante su cuarto viaje, Cristóbal Colón arribó al pueblo de Cariari, cercano al actual Limón, y comerció con los indígenas. Luego de la conquista española del país, los españoles construyeron su capital en Cartago, y los indígenas se retiraron a las montañas de Talamanca, donde aislamiento permitió que su cultura y costumbres subsistieron hasta hoy.

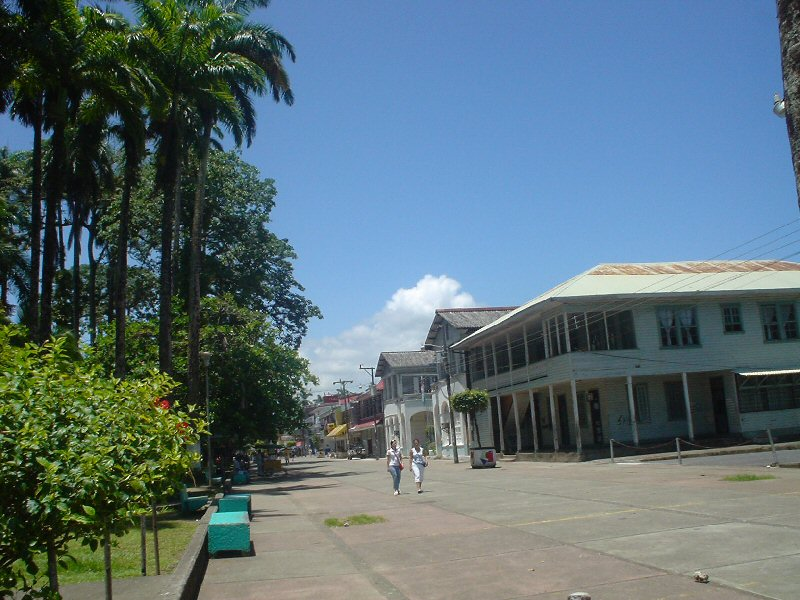
Puerto Limón es la principal ciudad del Caribe.

La región fue sitio de cultivo de cacao durante la colonia, para lo cual se trajo mano de obra esclava africana, y fueron frecuentes las invasiones de piratas ingleses y zambos mosquitos provenientes del Caribe. Tras la independencia, a finales del siglo xix se inició la colonización de la región, impulsada por la construcción del ferrocarril al Atlántico y el cultivo del banano, que implicó la contratación de inmigrantes principalmente afroantillanos, pero también chinos e italianos, que se mezclaron junto a muchos otros expatriados que ingresarían al país durante décadas en el contexto de grandes oleadas de inmigrantes que radicaron en Costa Rica desde todo el mundo, y entre los que se cuenta además a ingleses, alemanes, polacos, árabes, hindúes y muchos otros latinoamericanos.
La comarca caribeña permaneció casi aislada hasta casi la mitad del siglo xx, cuando el triunfo de la revolución en la Guerra Civil de 1948 permitió una mayor integración de la provincia con el resto del país. El aislamiento sufrido por la costa atlántica limonense durante parte de su historia, permitió un desarrollo socioeconómico, cultural y culinario distinto del resto del país, permitiendo que esta región subsistieran costumbres alimentarias propias de cada pueblo inmigrante, que se fueron mezclando entre sí, dando lugar a un menú gastronómico distintivo, con elementos culinarios propios que la diferencian por completo de la cocina de las otras provincias costarricenses.
En la actualidad se busca una reivindicación de la cocina limonense, por tener un desarrollo histórico tan peculiar y paralelo al del resto del país, así como por ser una herencia directa de la pluriculturalidad que es característica intrínseca del folclor costarricense. Es por esto que abundan restaurantes, proyectos, ferias y variadas propuestas comerciales que pretenden hacer de la culinaria caribeña un rasgo popular y bien conservado en la identidad de Costa Rica.

## Bases de la cocina limonense

### La cocina de Talamanca

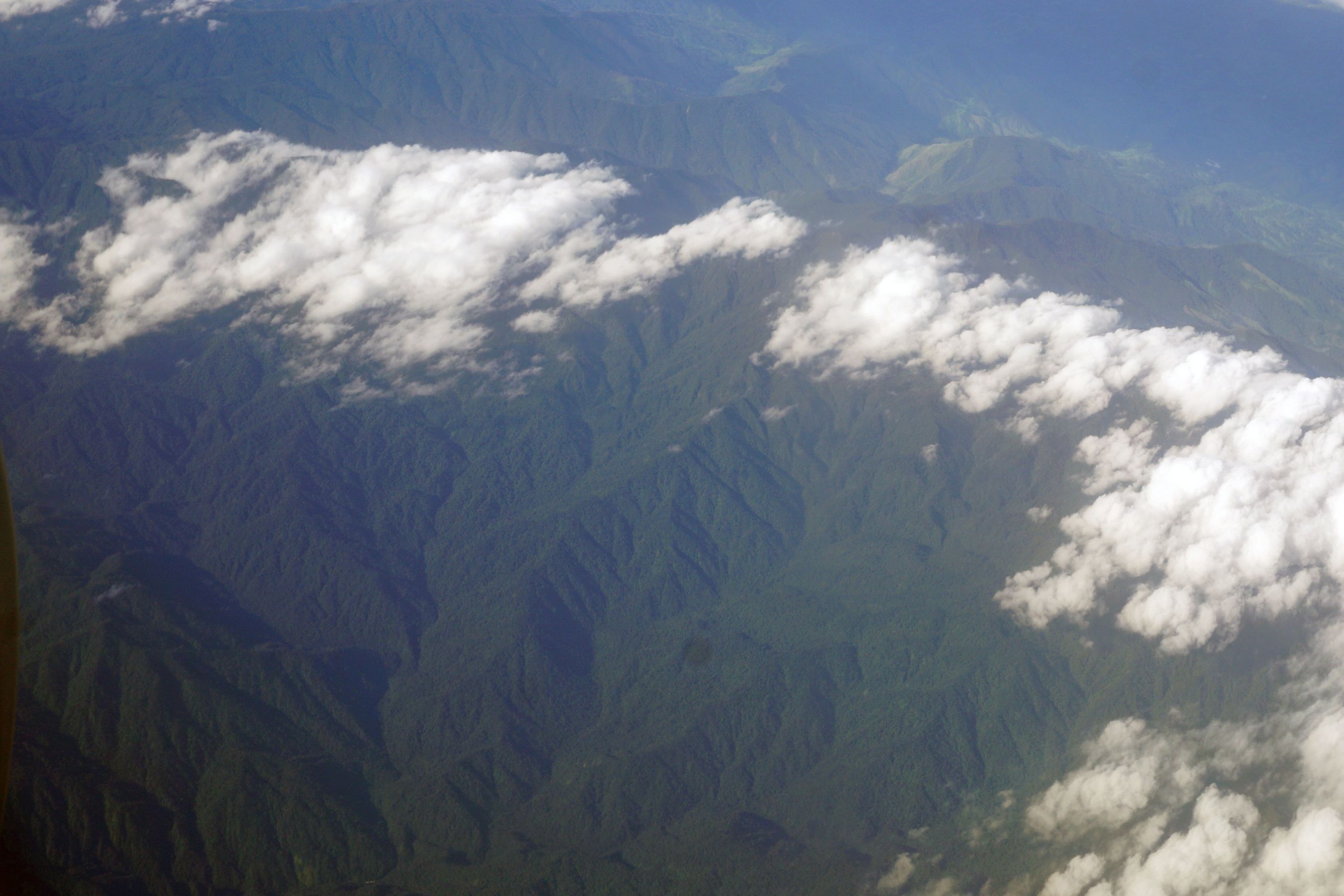
Vista de la Cordillera de Talamanca.

La cordillera de Talamanca es el sistema montañoso ubicado más sureste del país, extendiéndose paralela a la costa atlántica hacia la frontera con Panamá, y en él se ubican los cerros más altos de Costa Rica, coronados por el cerro Chirripó. Durante la época de la conquista de Costa Rica y gran parte de la historia posterior, Talamanca fue sitio de refugio para los pueblos aborígenes, cuyo aislamiento permitió que sobrevivieran muchas de sus tradiciones y costumbres hasta la actualidad, como es el caso de los bribris y los cabécares, que aún habitan esta región del Caribe sur. En buena parte de su historia, estos pueblos sobrevivieron de la caza, la pesca y la recolección de frutos, así como el cultivo del maíz, el plátano y los tubérculos.
Entre las especies de animales cazadas por los indígenas talamanqueños figuran el cariblanco (en bribri, sini), el saíno (en bribri, kasir, animal que además los indígenas domesticaban), la danta (cuya caza por mucho tiempo se consideró tabú por creencias religiosas), el tepezcuintle (que los bribris llaman kono y los limonenses de habla inglesa gibnut), el venado, la iguana y el manatí, animal este último con el que hacían una especie de jamón. Existe evidencia de la caza y consumo de estos animales desde tiempos prehispánicos (por reconstrucción etnográfica), así como reportes realizados por cronistas españoles como Gonzalo Fernández de Oviedo. Posteriormente, con la llegada de los inmigrantes caribeños, se crearon platos como el rondón de iguana, cocinado en leche de coco, o el sancocho de iguana, donde la carne se cocina en una olla de barro tapada con hoja de plátano, combinando técnicas culinarias de indígenas talamanqueños e inmigrantes caribeños. Los pueblos indígenas también pescaban camarones y cazaban aves como pavas (en bribri, Kaë), palomas y perdices. Posterior a la conquista, los indígenas también empezaron a criar cerdos, animal doméstico que se convirtió en su fuente de proteínas, así como gallinas.

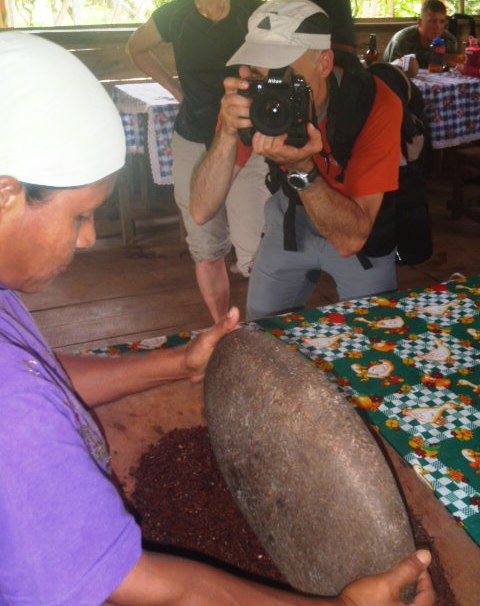
Producción tradicional de cacao en Talamanca.

Los indígenas talamanqueños cultivan maíz, que tiene profundo significado simbólico pues participa en los mitos de origen de estos pueblos. Cultivaban diversas especies: blanco, amarillo, rojo, morado, azul, negro y mazorcas de varios colores combinados. Lo consumían tierno, sancochado o molido para preparar tortillas. Entre los tubérculos preferidos, figura el ñampí, por su carne blanca y fina, su facilidad para propagarse y su resistencia a las enfermedades y cambios climáticos. También son importantes el ñame, la yuca y el tiquisque, que son de consumo generalizado. Su alimentación se completa con el pejibaye, el plátano y el cacao, así como diversas plantas silvestres como la flor roja del poró y otros. El consumo de estos alimentos para las sociedades indígenas de Costa Rica ha sido tan importante, que muchos de los clanes llevan su nombre asociado a algunos de estos productos: kor'wak (relacionado con la danta), tuborwak (dueños de los ñames), aktërwak (gente del aguacate), kchautöwak (dueños de la casa de achiote), tsëbLiwak (asociado al maíz negro o morado), etc.
Entre las bebidas, la más común es la chicha, bebida fermentada generalmente hecha a base de maíz, pero también se puede hacer de yuca, plátano, ñampí, ayote, ciruelas, piñas o miel. La chicha era preparada con maíz cocido en vasijas de barro, y triturado sobre una tabla de madera o de piedra lisa llamada ák, para luego ser filtrada en guacales o jícaras perforadas. Los bribris también hacen una bebida fermentada a base de plátano maduro llamada mishla (míchilá o klöbrichka), mientras que los cabécares hacen una similar llamada cuako, hecha a base de puré de plátano y cacao. También prepararan otra bebida hecha a base de pejibaye hervido y majado en un metate, que toman sin azúcar, y que acostumbran preparar en forma de una pasta que luego disuelven en agua, de modo que la podían llevar como fuente de hidratación durante los viajes. La bebida más estimada por los indígenas, sin embargo, es el chocolate, cuya preparación está relacionada con aspectos religiosos, usado en rituales de iniciación chamánica y funerarios. El chocolate se preparaba secando la almendra de cacao, fermentándola y luego moliéndola, haciendo una pasta que luego se diluía en agua, batiéndola con un palillo de madera. También se usa como muestra de hospitalidad, sin endulzar directamente, pero acompañado de una ración de plátano asado muy maduro, que le da el dulce.

### Raíces afro-caribeñas

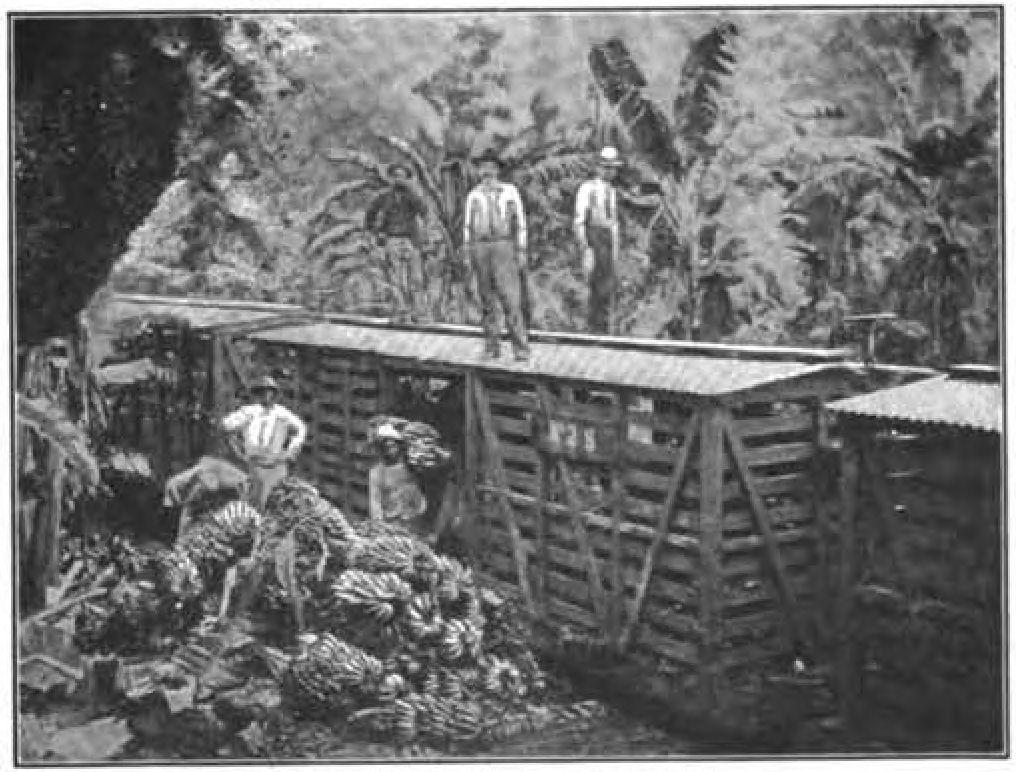
Inmigrantes antillanos trabajando en una bananera limonense.

Los pueblos afrodescendientes arribaron a Limón en dos épocas distintas de la historia de Costa Rica: durante la colonia, como mano de obra esclava traída por los españoles, y a partir de 1871, con la llegada de inmigrantes antillanos provenientes de Jamaica y otras islas del Caribe para la construcción del ferrocarril al Atlántico. Por esta razón, la costa atlántica de Costa Rica posee una fuerte tradición cultural afroantillana, con múltiples manifestaciones que van desde el idioma hasta las costumbres culinarias. Los platillos originales traídos por los africanos se enriquecieron con productos nuevos que hallaron en el territorio costarricense, creando nuevas texturas y sabores. Muchos de los patrones originales de alimentación de los afroantillanos permanecieron intactos debido al aislamiento que sufrió la provincia hasta mediados del siglo xx, lo que permitió que muchos rasgos autóctonos se conservaran inalterados por un periodo de tiempo relativamente largo.
Los platos afrolimonenses destacan principalmente por el uso de dos ingredientes básicos: la leche de coco y el chile panameño. De la cocina africana, la gastronomía afrolimonense conserva el uso de hojas verdes para preparar y condimentar guisos, como el calalú, la okra, el aki y el yokotó, así como el consumo y la preparación de platos a base de tubérculos como el ñame, el ñampí, la malanga, el tiquisque y la yuca. La fruta del pan penetró en el territorio de Costa Rica a mediados del siglo xix, y en Limón es costumbre consumir la pulpa cocinada, generalmente horneada o hervida acompañada de mantequilla, frita con aceite de coco, o agregarla al rondón, o en forma de un atol llamado guabul, que se prepara con leche de coco, mantequilla y canela. El platillo limonense más destacado, el rice & beans, tiene orígenes afroantillanos. En Costa Rica, se le considera la variante limonense del gallo pinto, el plato nacional por excelencia, aunque en realidad existen diversas variedades de platos preparados con arroz y frijoles en toda la región del Caribe que poseen herencia africana.
Al ser una región costera, en Limón se preparan gran cantidad de platos a base de pescado, principalmente macarela, mero, bacalao, diversidad de mariscos, conchas y caracoles, que se preparan en variados platillos, con leche de coco, condimentados con curry, en escabeche, fritos o en ceviche. También se consume carne de tortuga, que se prepara en platillos como carne de tortuga con ron, rondón de tortuga en leche de coco y sopa de aletas de tortuga.
La influencia británica en la cocina limonense se nota principalmente en la preparación de panes, galletas, pudines y pasteles. Entre estos platos, destacan especialmente el pambón y el pati, que se consideran signos de identidad limonense, así como en otros platos como los dumplings, el pan de jengibre y el dokunú, una especie de tamal dulce de harina de maíz, plátano verde y coco.

### Influencias asiáticas

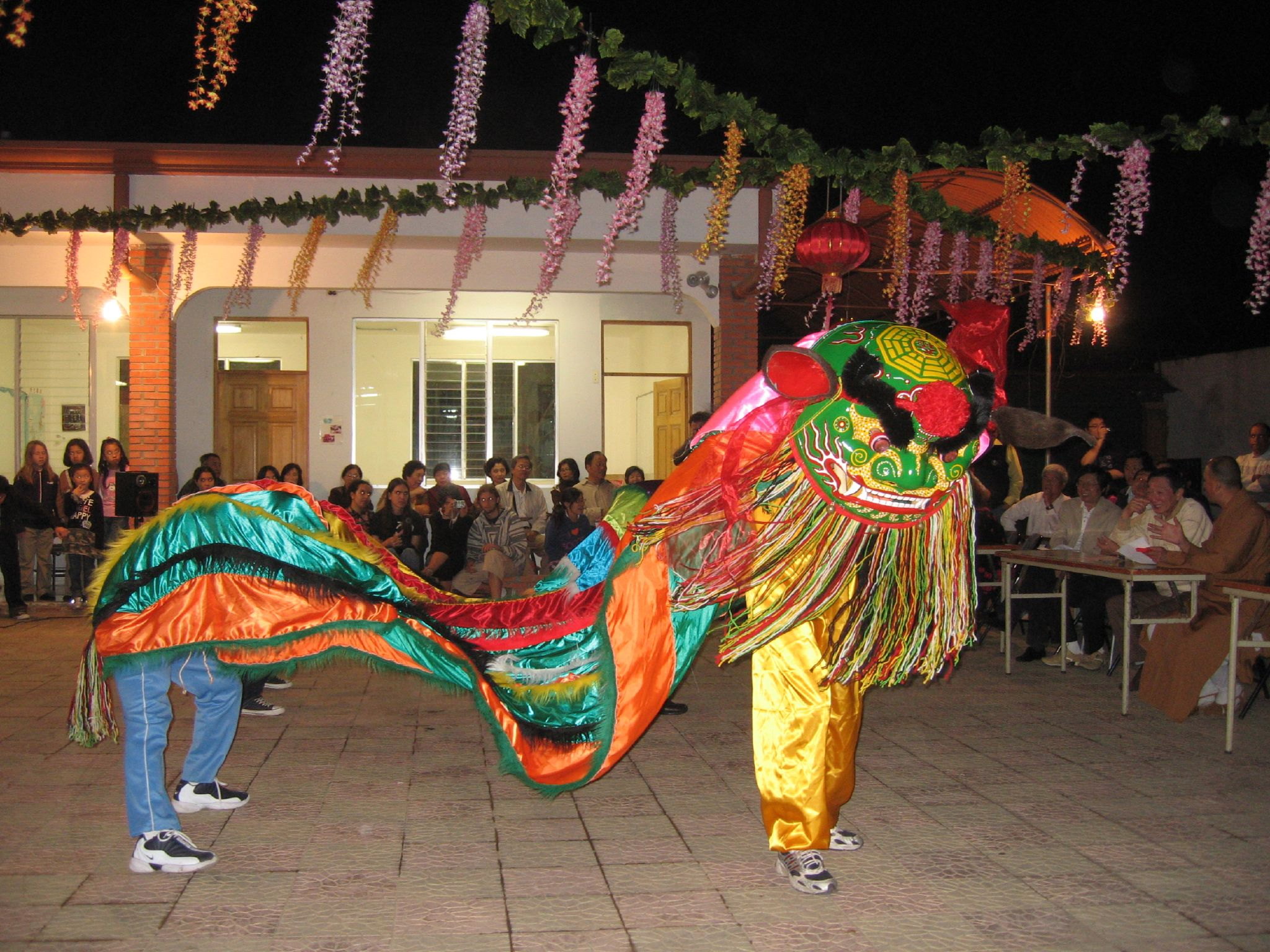
Celebración del año nuevo chino.

Limón es una de las zonas que ha tenido mayor presencia histórica asiática, tanto china como india, que le ha legado a su cultura culinaria toda clase de platillos, ingredientes y formas de preparación. Desde finales del siglo XIX la colectividad china, principal comunidad proveniente del Lejano Oriente, ha importado y sembrado verduras como la mostaza china, el pepino amargo y las vainicas largas, así como el consumo de platos a base de arroz (frito con mariscos, carne y vegetales; en fideos para sopas o guisos, e incluso como elemento de bebidas y postres), pasteles festivos, dulces, bebidas, guisos y frituras diversas.

## Ingredientes

### Hierbas y hojas
El uso de hierbas y hojas tiene una enorme importancia para la cultura afrolimonense, tanto por su uso gastronómico como por su uso como plantas medicinales, en forma de infusiones. En esta área se pueden mencionar el sorosí, la yerbabuena, el zacate-limón y el jengibre.

### Carnes y aves
Condimentos

## Preparaciones culinarias

### Sopas y rondón
El rondón (del inglés run-down) es un guiso de carne, pescado o marisco, e incluso de tortuga, acompañado de diversos comestibles, generalmente tubérculos como el ñame, la yuca, el tiquisque, la malanga y otros elementos, como el plátano, que se cocina en leche de coco y se condimenta con chile panameño y otras especias como la cebolla, el ajo y el tomillo. También se le agregan dumplings hechos a base de harina. Se acostumbra servirlo en tazones, acompañado de rice & beans o arroz blanco. La importancia del sabor de este plato no radica en las proporciones en que se mezclan sus ingredientes, sino en la mezcla de sabores diversos.
Los orígenes del rondón son africanos, con su antecedente más antiguo en el obe, una preparación yoruba, donde la carne se cocinaba a fuego lento hasta hacer una salsa espesa. El obe se acompañaba de puré de ñame u otro tubérculo, que se mojaba en la salsa en pequeños pedazos. El rondón de Limón arribó con los inmigrantes jamaiquinos. Estos preparaban su run-down hirviendo leche de coco hasta dejarla espesa, luego le añadían pescado salado, bananos y otros ingredientes, y se consumía en tazones acompañado de trozos de pan que se mojaban en la sopa. En Limón, el rondón era preparado por las amas de casa recogiendo comestibles del monte, el mar o la finca, y su nombre hace alusión a que se preparaba con lo que se había recogido ese día.

## Bebidas
Hiel (agua de sapo)